# Eye of the Storm (The Haunted)
Eye of the Storm è un EP del gruppo musicale svedese The Haunted, pubblicato il 20 gennaio 2014 dalla Century Media Records.

## Descrizione
L'EP contiene i primi tre brani registrati dal gruppo con la sua nuova formazione, che vede l'aggiunta del cantante Marco Aro e del batterista Adrian Erlandsson, già ex componenti del gruppo, e del nuovo chitarrista solista Ola Englund, che si aggiungono ai membri fondatori Patrik Jensen e Jonas Björler. I brani verranno successivamente inclusi nell'ottavo album in studio del gruppo. Exit Wounds, pubblicato nell'agosto dello stesso anno.

## Tracce
1. Eye of the Storm – 3:49
2. Infiltrator – 3:32
3. My Enemy – 1:00

## Formazione
- Marco Aro – voce
- Ola Englund – chitarra solista
- Patrik Jensen – chitarra ritmica
- Adrian Erlandsson – batteria
- Jonas Björler – basso